# Nemo Romanorum pacis mentionem habere dignatus est
La locuzione latina Nemo Romanorum pacis mentionem habere dignatus est, tradotta letteralmente, significa nessuno dei Romani si degnò far menzione della pace. (Eutropio, Breviarium ab Urbe condita, III, 10).
La frase dimostra tutta la grandezza dei Romani antichi, quando, dopo la disfatta subita nella Battaglia di Canne, non vi fu un solo Romano che osasse parlare di pace, ma tutti, solidali, si prepararono romanamente alla riscossa.